# Aechmutes lycoides
Aechmutes lycoides là một loài bọ cánh cứng trong họ Cerambycidae.